# Frankenstraße 39 (Stralsund)

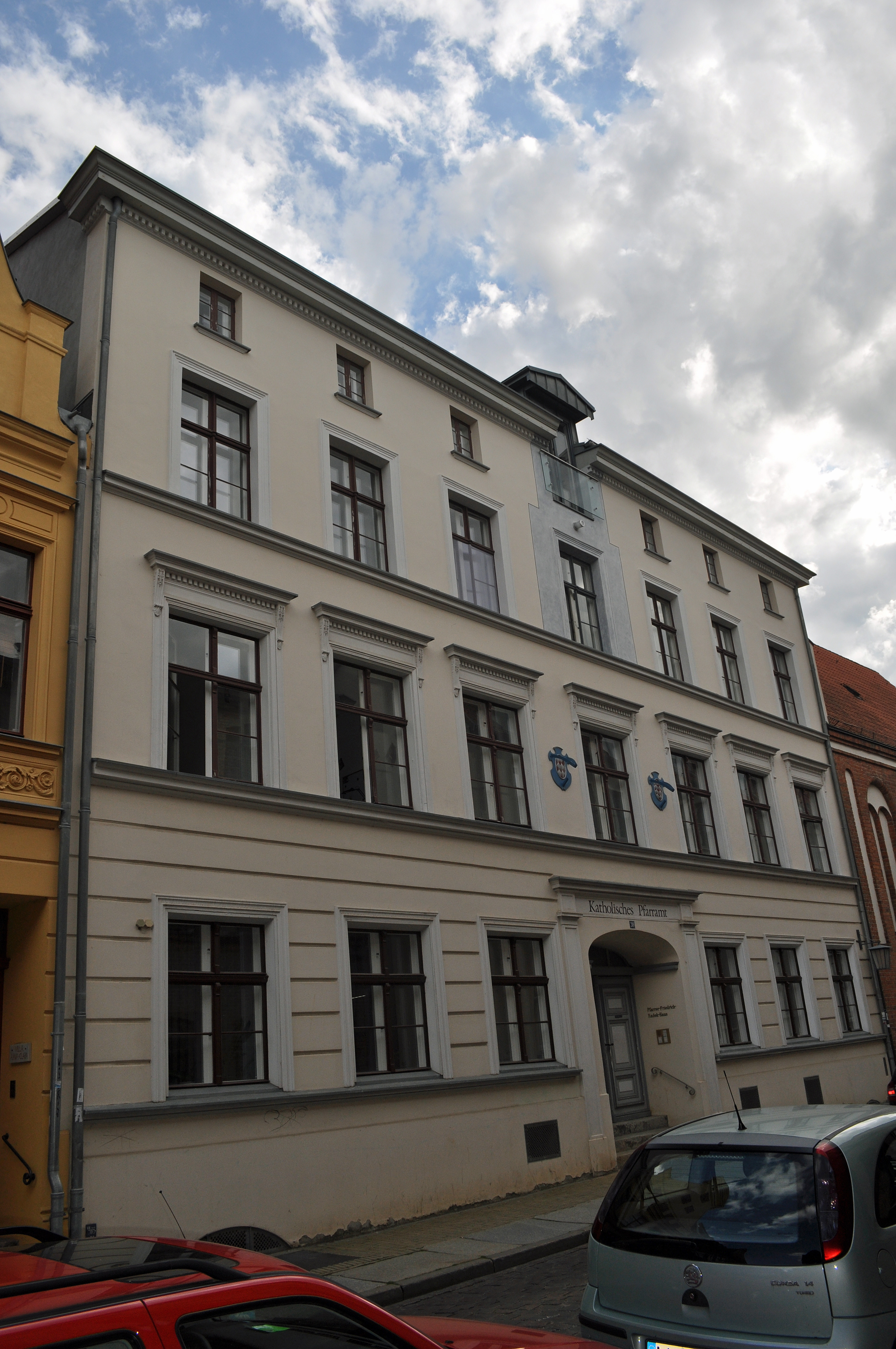
Das Haus Frankenstraße 39 Stralsund (2011)

Das Haus mit der postalischen Adresse Frankenstraße 39 ist ein unter Denkmalschutz stehendes Gebäude in der Frankenstraße in Stralsund.
Der dreieinhalbgeschossige und siebenachsige Putzbau wurde im Jahr 1748 errichtet.
Die verputzte Fassade des Gebäudes weist ein in der mittleren der sieben Achsen gelegenes Portal in einer korbbogigen, von einer Pilasterrahmung eingefassten Nische auf.
Das Haus liegt im Kerngebiet des von der UNESCO als Weltkulturerbe anerkannten Stadtgebietes des Kulturgutes „Historische Altstädte Stralsund und Wismar“. In die Liste der Baudenkmale in Stralsund aus dem Jahr 1997 ist es mit der Nummer 234 eingetragen.
Im Gebäude ist das katholische Pfarramt ansässig.